# Sternbrücke (Hamburg)

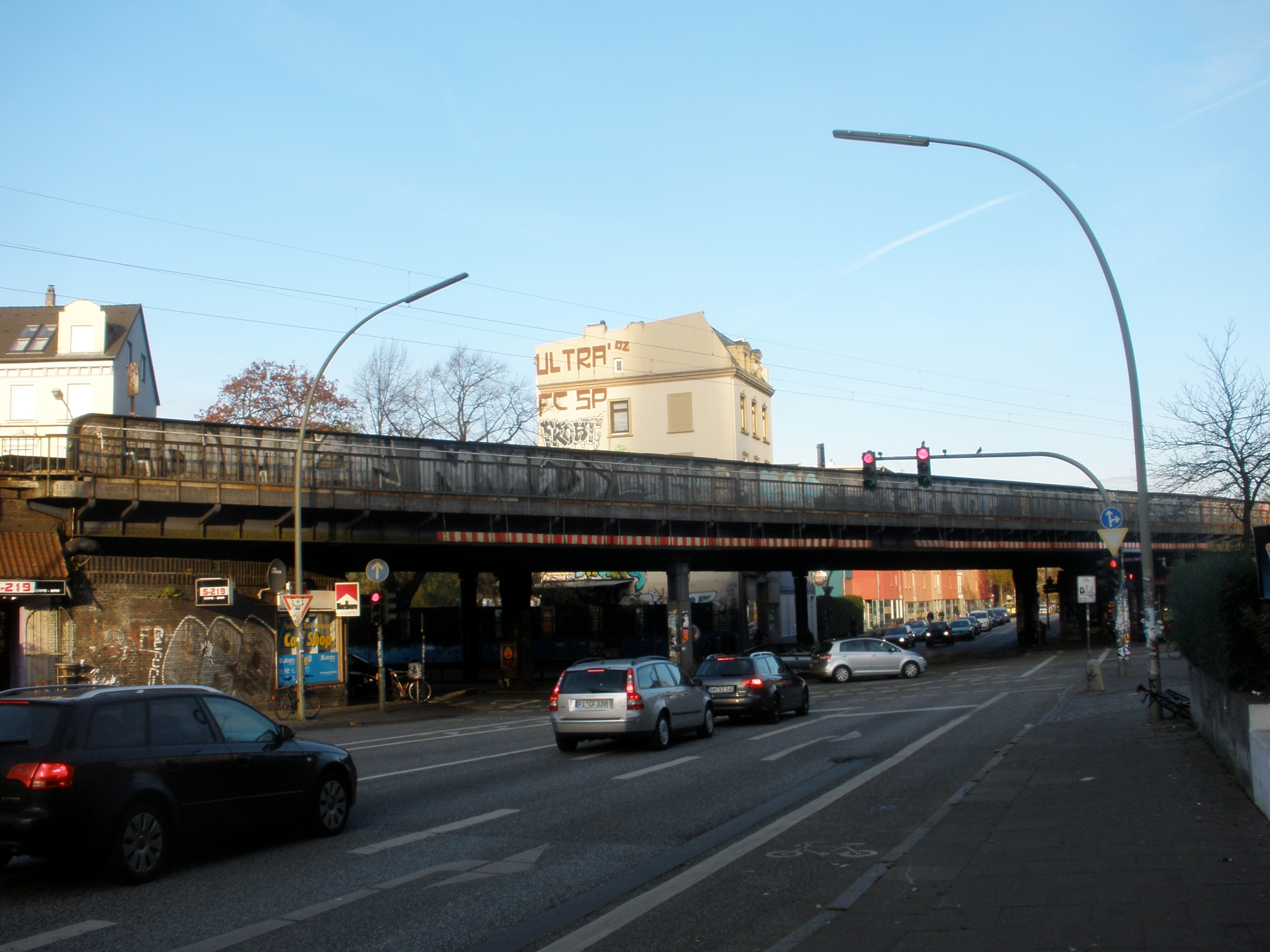
Sternbrücke von der Max-Brauer-Allee in Richtung Norden gesehen

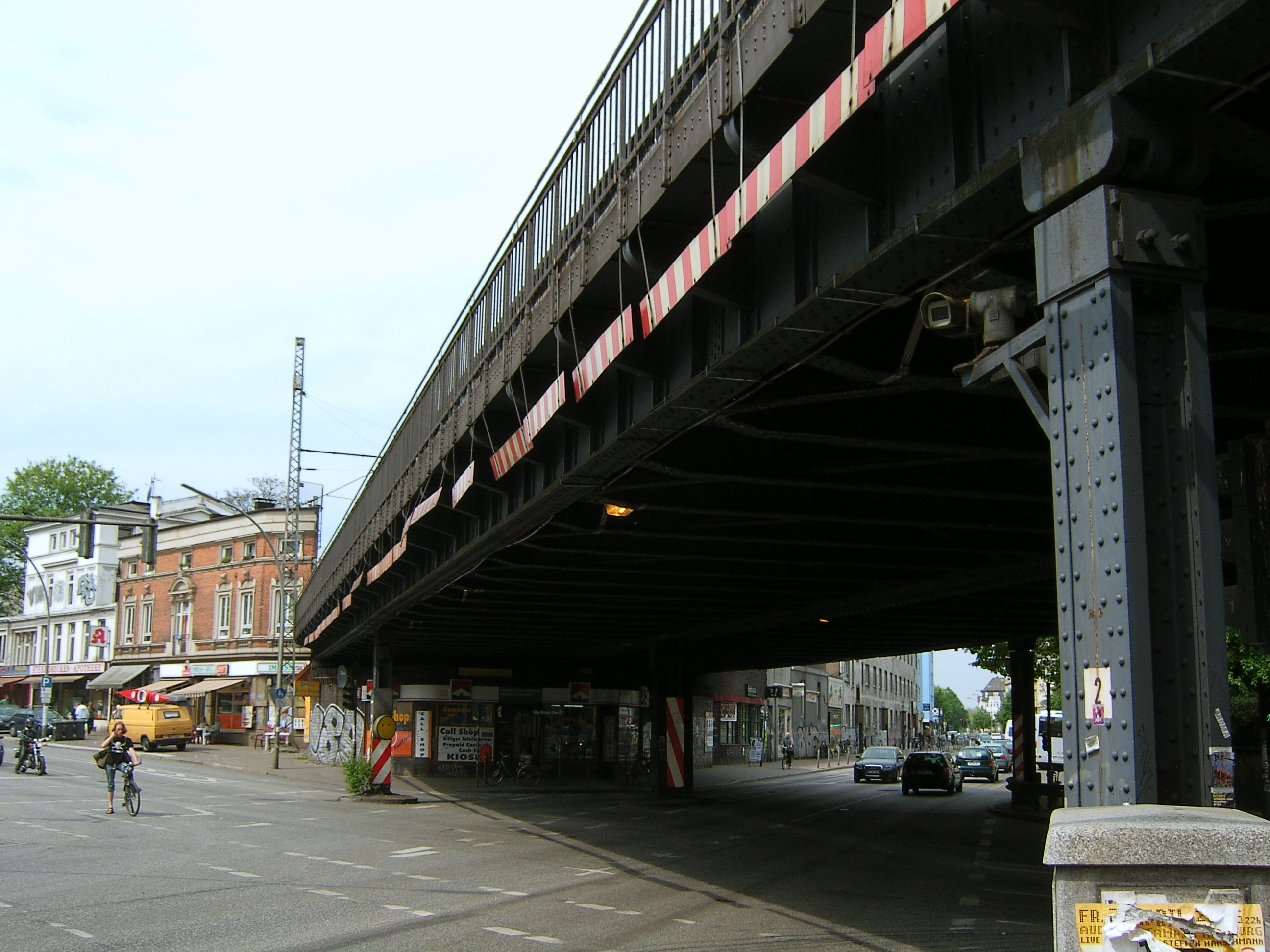
Sternbrücke; auf der Stresemannstraße in Richtung Westen gesehen

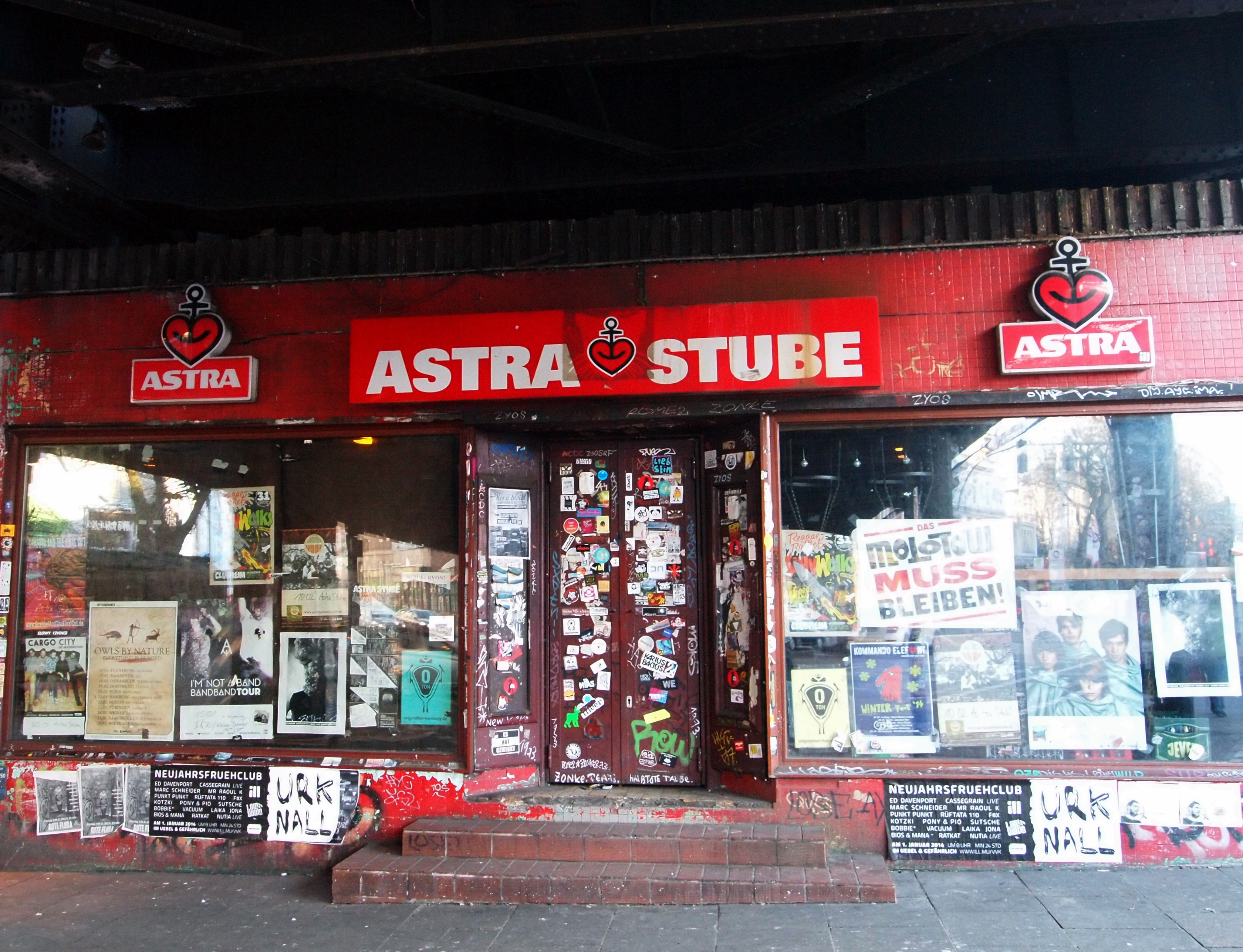
Astra-Stube im nordöstlichen Widerlager

Die Sternbrücke ist eine diagonal über die Straßenkreuzung Max-Brauer-Allee/Stresemannstraße führende Eisenbahnbrücke in den Hamburger Stadtteilen Altona-Altstadt und Sternschanze. Sie wurde 1893 im Zuge der Trassierung der Hamburg-Altonaer Stadt- und Vorortbahn erbaut und besteht in ihrer heutigen Form als Stahl-Balkenbrücke seit 1925/1926. Über sie verlaufen je zwei Gleise der Fernbahn und der Hamburger S-Bahn. Sie ist ein Kulturdenkmal.

## Konstruktion und Funktion
Nicht die Brücke ist sternförmig, sondern sie hat ihren Namen aufgrund des hier sternförmig zusammenlaufenden Verkehrs aus sieben Richtungen: Außer den Bahnlinien (der in Ost-West-Richtung verlaufenden Stresemannstraße und der von Südwest nach Nordost verlaufenden Max-Brauer-Allee) endet die aus Süden kommende Wohlers Allee an diesem verkehrsreichen Ort. Deren Einmündung ist durch einen Fußgängerweg überbaut und für den Autoverkehr gesperrt.

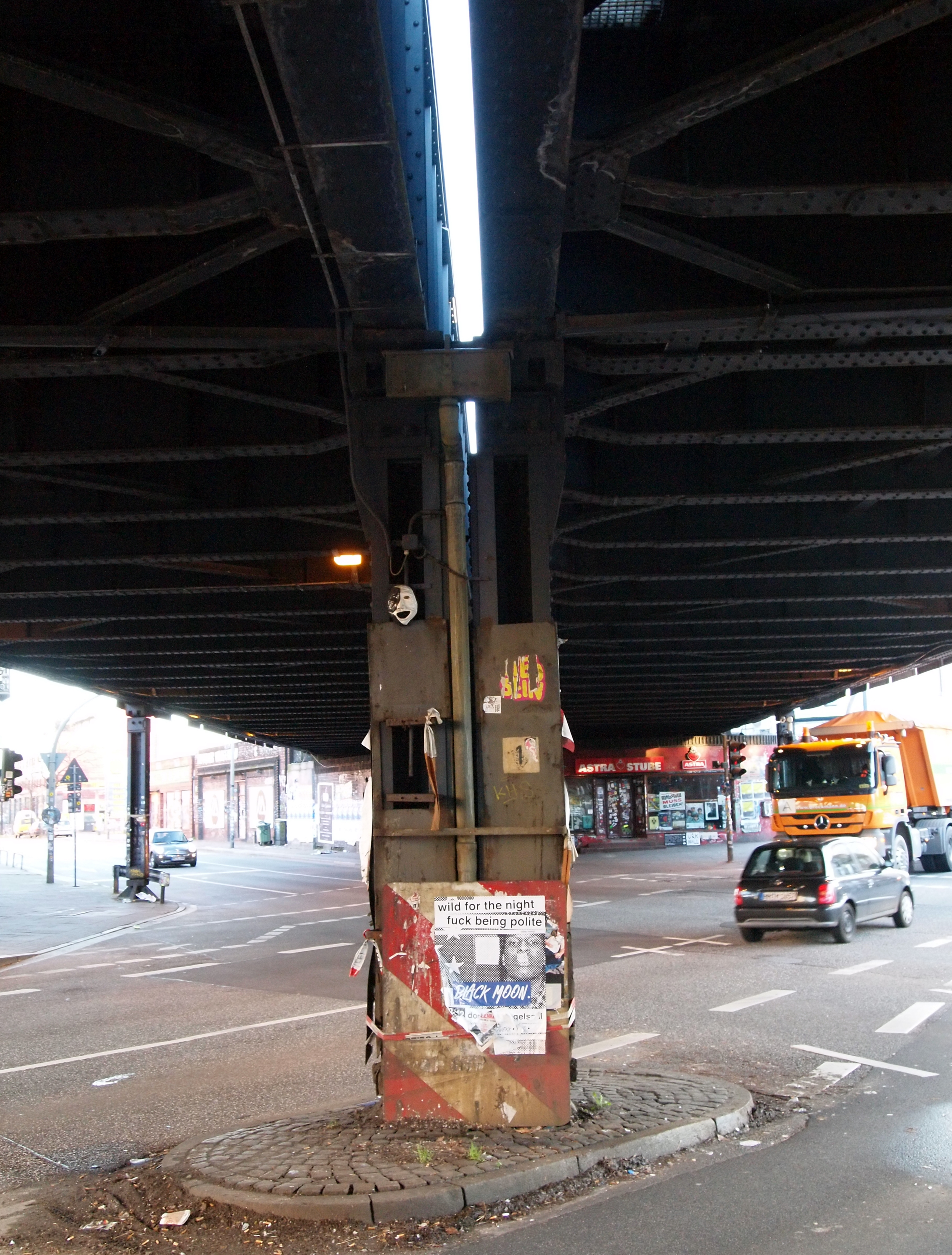
Brückenelemente und Doppelpfeiler auf der Fahrbahn

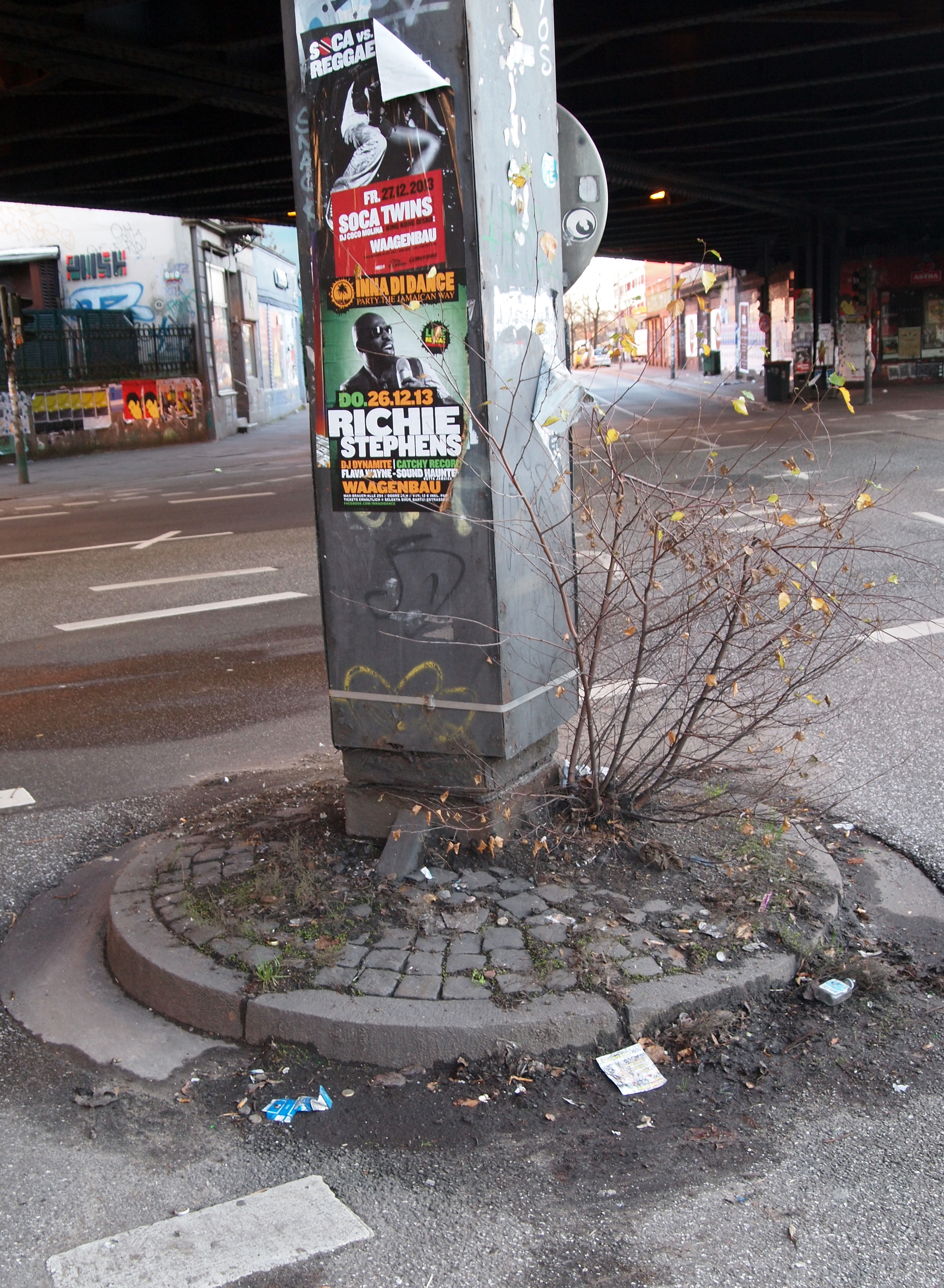
Erhöhte und aufgeständerte Stahlstütze, ebenfalls auf der Fahrbahn

Die stählerne Balkenbrücke wurde aus hochfestem Stahl St 48 gebaut. Sie ist 75 Meter lang und 17 Meter breit und hat zwei Brückenelemente mit je zwei Gleisen.
Die Überbauten haben eine Höhe von 2,80 Metern und ein Gesamtgewicht von 888 Tonnen. Die Brücke liegt auf vier einfachen und zwei doppelten Stahlstützen im Straßenraum sowie zwei Widerlagern. Für die Vergrößerung der Durchfahrtshöhe auf vier Meter legte man um 1970 das Straßenniveau tiefer und ständerte die Stahlstützen um bis zu 50 Zentimeter auf. In den Brückengewölben sind Gewerberäume.

## Geschichte
Der sternförmige Kreuzungsbereich entstand zwischen 1846 und 1848 mit dem Bau der Allee, die später in Max-Brauer-Allee umbenannt wurde. Sie kreuzte hinter den Feldern des sogenannten Lammerskamps die Landstraße nach Bahrenfeld, heute Stresemannstraße, an der Stelle, in die seit 1836 die Wohlers Allee mündete. Mit der Eröffnung der Eisenbahnlinie zwischen Hamburg und Altona im Jahr 1866 wurde die Bahntrasse dieser Verbindungsbahn, ebenerdig vom damaligen Bahnhof Schulterblatt kommend, diagonal über die Kreuzung geführt, so dass aus dem fünf- ein siebenstrahliger Stern wurde.
Beschrankte Bahnübergänge regelten die Vorfahrt für den Personen- und Güterverkehr auf der Schiene, doch bereits Ende des 19. Jahrhunderts führte die Zunahme sowohl des Bahn- als auch des Straßenverkehrs zu langen Staus vor den immer häufiger geschlossenen Schranken. Altona und Hamburg einigten sich schließlich, parallel zum notwendigen vierspurigen Ausbau der Eisenbahntrasse die gesamte Streckenführung der Verbindungsbahn auf einen Bahndamm hochzulegen und die kreuzenden Straßen, insbesondere den Stern, zu überbrücken.
1893 wurde die erste eiserne Sternbrücke gebaut, eine Vollwandbalken- und Fachwerkbogenbrücke mit reich verziertem Geländer. In den Brückengewölben wurden schon damals Gewerbebetriebe untergebracht. So eröffnete zur Stresemannstraße hin (bei der heutigen Hausnummer 116) ein Restaurant, in dem Offiziere der nahe gelegenen Viktoria-Kaserne einkehrten.
Nach wenigen Jahrzehnten konnte die Brücke die steigenden Verkehrslasten nicht mehr tragen, so dass 1925/1926 ein Neubau erforderlich war. Unter Bauleitung der Eisenbahndirektion Altona und deren Reichsbahnoberrat Kilian und Reichsbahnrat Blunck führte die Louis Eilers Stahlbau GmbH & Co aus Hannover den Bau aus. Das Vorhaben galt aufgrund der beengten Platzverhältnisse durch die Wohnbebauung und insbesondere durch die Inbetriebhaltung des Eisenbahnverkehrs mit 300 Fern- und 400 Stadtbahnzügen täglich, des Straßenverkehrs und der zahlreichen Versorgungsleitungen als kühn.

## Planungen
Die wachsende Verkehrsbelastung seit der Nachkriegszeit, insbesondere der Ausbau der Stresemannstraße zu einer Hauptverkehrsachse bei gleichzeitig enger Wohnbebauung, macht die Sternbrückenkreuzung weiterhin zu einem neuralgischen Verkehrsknoten. Eine im Hamburger Generalverkehrsplan vom Ende der 1960er Jahre vorgesehene, aufgeständerte Schnellstraße über Stresemannstraße und Sternbrücke hinweg wurde nicht realisiert.
Seit etwa 2005 plant die Deutsche Bahn einen Neubau der Brücke. Nach Verzögerungen wegen verschiedener Probleme wurden im Januar 2023 die Vorarbeiten für den Neubau begonnen, die bis 2027 andauern sollen. Die denkmalgeschützte Brücke soll durch eine 108 Meter lange und 21 Meter hohe Stabbogenbrücke ohne Stützen im darunterliegenden Straßenbereich ersetzt werden. Die bestehenden Kasemattenanlagen werden dafür verfüllt werden, einige Nachbargebäude müssen abgerissen werden. Erwartet werden Kosten von 125 Millionen Euro, die zwischen Bund und Stadt geteilt werden.
Das Eisenbahn-Bundesamt, Außenstelle Hamburg/Schwerin, erließ am 13. Februar 2024 den Planfeststellungsbeschluss für die Erneuerung der Sternbrücke. Das Tragwerk wird als Stabbogenbrücke mit sogenannten gekippten Bögen ausgeführt. Die im Straßenraum vorhandenen Stützen des vorhandenen Bauwerks entfallen; die Stützweite wird auf 108 Meter vergrößert.

## Verkehr
Auf den vier Gleisen der Brücke verkehren pro Tag etwa 1000 Züge des Nah- und Fernverkehrs, nachts auch Güterzüge. Die Straßenkreuzung unter der Brücke wird täglich von etwa 48.000 Fahrzeugen passiert. Die sonst vierspurige, vom LKW-Fernverkehr als Verbindung zwischen den Bundesautobahnen 7 und 24 genutzte Stresemannstraße ist durch die Brückenpfeiler hier auf drei Spuren verengt und gerät so zu einem Flaschenhals.
An der Kreuzung liegt außerdem die Bushaltestelle Sternbrücke mit den HVV-Linien 3 auf der Stresemannstraße und 15 auf der Max-Brauer-Allee. Die Situation für Fußgänger und Radfahrer ist unübersichtlich und gilt als gefährlich. Verkehrstechnische Lösungen werden seit Jahren gesucht, sollen jedoch erst mit dem Neubau der Brücke realisiert werden.

## Infrastruktur und Kultur

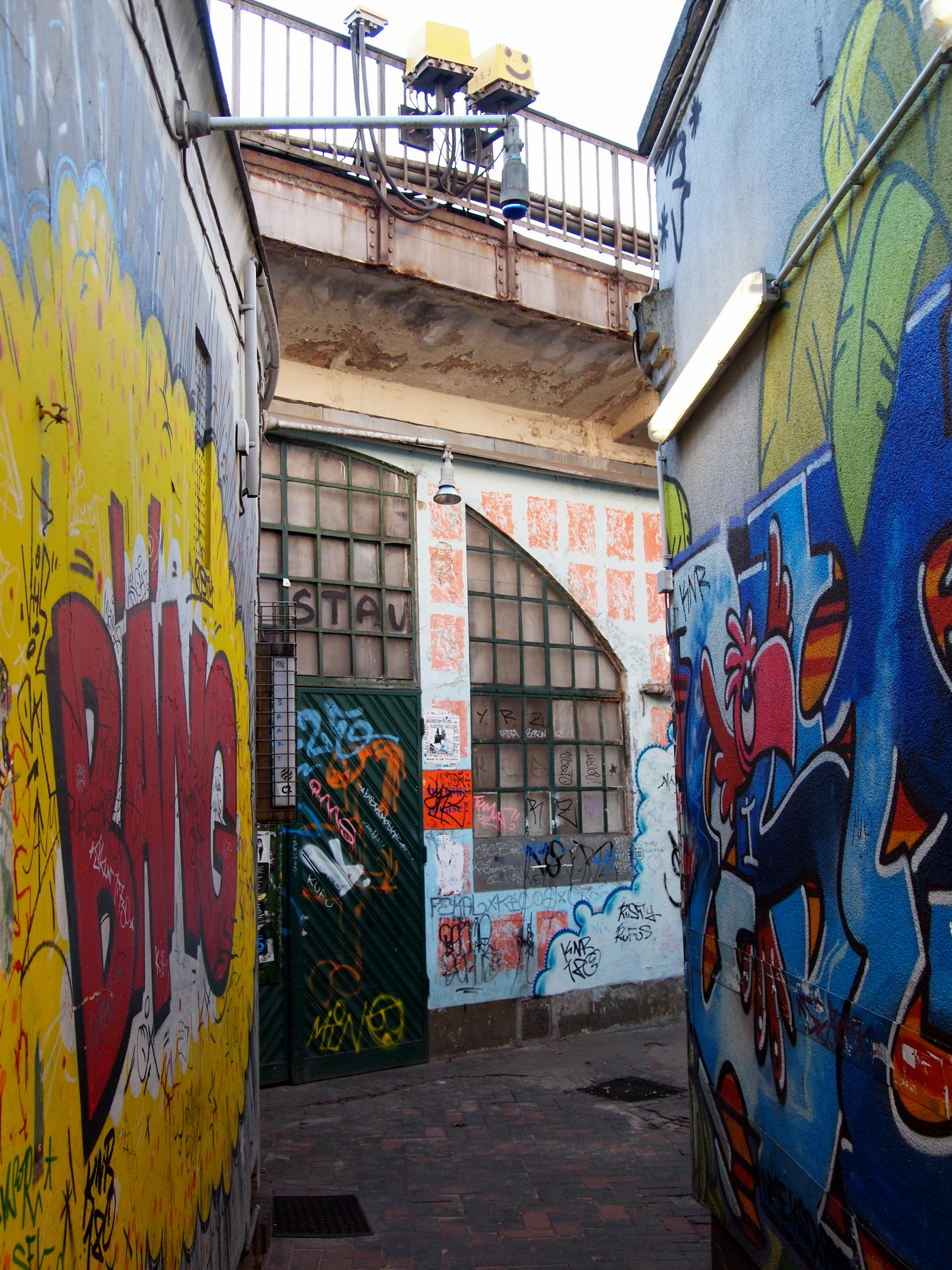
Kasematten hinter dem Brückenlager

Die zu den Liegenschaften der vormaligen Deutschen Bundesbahn bzw. der heutigen Deutschen Bahn gehörenden Widerlager, Brückengewölbe und Kasematten der Sternbrücke wurden von jeher gewerblich genutzt. Seit Jahrzehnten befindet sich im südwestlichen Widerlager ein Ladengeschäft für Tabakwaren und Zeitschriften. In den sich anschließenden Kasematten war bis in die 1990er Jahre das Fundbüro der Bundesbahn untergebracht, in dem regelmäßig Fundsachen versteigert wurden. Seit etwa 1998 etablierten sich hier zunehmend Szeneclubs wie Astrastube, Fundbureau und Waagenbau (seit März 2003, zuvor war hier seit 1933 die Firma Altonaer Waagenbau Artz & Richter), deren Existenz durch den geplanten Neubau der Brücke jedoch zeitlich beschränkt ist. 2019 wurden die Mietverträge der Clubs bis Ende 2022 verlängert.
Insgesamt gruppierten sich an der Kreuzung rund zwanzig Läden und Geschäfte, neben den Kneipen und Musikclubs sind dies hauptsächlich Kioske und Imbisse unterschiedlicher Küche. 
Die Sternbrücke ist auf dem Cover des 2009 erschienenen Albums Wir Kinder vom Bahnhof Soul von Jan Delay abgebildet. Einige Szenen von Fatih Akıns Film Soul Kitchen wurden unter der Brücke und in der Astrastube gedreht. Die Brücke ist mitsamt Straßenkreuzung und angrenzenden Gebäuden auch ein detailgetreu abgebildeter Schauplatz in dem Comic Rast(h)aus von Wolfgang Sperzel aus dem Jahr 1991. Im April 2022 erhielt Regisseur und Autor Christian Hornung für die Umsetzung seines Filmprojekts Sternbrücke – Der letzte Sommer eine Filmförderung in Höhe von 120.000 Euro durch die MOIN Filmförderung Hamburg Schleswig-Holstein. Der Film soll ein letztes Porträt der Eisenbahnbrücke zeichnen, bevor das historische Bauwerk im Jahr 2024 abgerissen wird.